# Agence Espagne
L'Agence Espagne est l'agence de presse officielle du gouvernement républicain pendant la Guerre d'Espagne, encouragée par le Komintern.

## Histoire
Fondée à Paris en octobre 1936 par Jaume Miravitlles, l'Allemand Willi Münzenberg et le ministre républicain des affaires étrangères espagnol, Alvarez del Vayo, elle avait pour projet de diffuser textes et photos à destination de la presse française au moment de la création des brigades internationales. Son chef était le tchèque Otto Katz brillant propagandiste du Komintern, qui signait ses articles « André Simone » dans le quotidien Ce Soir, créé à Paris avec l'argent du gouvernement républicain espagnol et trouvera refuge à Mexico en 1941. Paris était le principal bureau pour l'Europe de l'Agence Espagne. Celui de Londres était dirigé par Geoffrey Blog.
Elle compta parmi ses journalistes l'antifasciste italien Ferdinando Bosso, William Forest, le poète espagnol Juan Larrera, Rubio Hidalgo et l'écrivain et philosophe Arthur Koestler, qui était parallèlement correspondant de guerre pour la News Chronicle. Koestler quitta l'URSS, obéissant à la directive du Komintern de rallier Paris, pour travailler au développement de l'agence, avec un budget de 2,5 millions de francs, dont 60 % seront finalement destinés à l'Agence Espagne. Envoyé sur le front du Sud, il a assisté à la prise de Malaga par les franquistes, couvrant l'évènement pour l'agence Espagne. Reconnu par un officier franquiste, il fut arrêté, condamné à mort, mais finalement échangé contre un autre prisonnier.